# Доможиров, Евгений Валерьевич
Евге́ний Вале́рьевич Доможи́ров (род. 28 июля 1974, Вологда, СССР) — российский политик, экс-депутат Законодательного Собрания Вологодской области, координатор вологодского регионального штаба А. А. Навального в 2018 году. Был членом комитета по вопросам местного самоуправления Парламентской Ассамблеи Северо-Запада России. Председатель Совета Вологодского областного правозащитного общественного движения «Вместе: Свобода, Собственность, Ответственность». До 24 августа 2012 был членом партии «Справедливая Россия». С января 2015 года — член Центрального совета партии «Россия будущего».

## Биография
Евгений Доможиров родился 28 июля 1974 году в Вологде. Учился в школе № 30 в 1980—1989 годах. После окончания 8 класса, в 1989—1992 годах учился в СПТУ № 18 по специальности «Повар-кондитер». После окончания СПТУ занялся предпринимательской деятельностью по направлению розничная торговля. В 1999 году поступил на заочное отделение Вологодского государственного технического университета по специальности «государственное и муниципальное управление», окончив его в 2005 году. 
С 2007 года занялся грузоперевозками, связанными со строительством шоссейных и поселковых дорог, благоустройством дворовых территорий города. В 2009 году возглавил Вологодскую областную общественную организацию «Союз защиты предпринимателей». С мая 2010 года стал Председателем Вологодского областного правозащитного общественного движения «Вместе: Свобода, Собственность, Ответственность» и членом партии «Справедливая Россия».
Женат; имеет пятерых детей.

## Политическая деятельность
В 2010 году Доможиров основал движение «Вместе: Свобода, Собственность, Ответственность», одной из главных целей которого являлась борьба с коррупцией в муниципальных органах власти города Вологды. В том же году он баллотировался в Вологодскую городскую Думу по избирательному округу № 13 (Прилуки). В ходе кампании встречал противодействие со стороны милиции. По итогам выборов он занял второе место, получив 22,74 % голосов.
29 апреля 2011 года возглавляемое Доможировым движение «Вместе» учредило премию «Волшебный пендель», лауреатами которой стали глава города Е. Шулепов, партия «Единая Россия» и начальник Департамента городского хозяйства города Вологды А. Ф. Осокин со своими заместителями.
Осенью 2011 года Доможиров принял решение баллотироваться в депутаты Законодательного Собрания Вологодской области по Заречному одномандатному округу № 2. Во время одного из предвыборных митингов в рамках «Стратегии-31», 31 октября 2011 года он вступил в столкновение с сотрудниками полиции, пытаясь воспрепятствовать задержанию товарища. Было возбуждено уголовное дело.
4 декабря 2011 года Доможиров был избран депутатом Законодательного Собрания Вологодской области, набрав 24,3 % голосов. До него депутатом по этому округу был погибший в автокатастрофе за полгода до выборов Михаил Суров. Во время избирательной кампании стало известно, что двое соратников Доможирова по движению «Вместе» являются учредителями фирмы, не достроившей жилой дом на улице Трактористов в Вологде, в результате чего возникло наиболее известное в Вологде движение обманутых дольщиков.

### Депутатская деятельность в Законодательном Собрании Вологодской области

#### Работа во фракции
При утверждении на пост губернатора Олега Кувшинникова в декабре 2011 года Доможиров голосовал «ЗА».
Уже 31 января 2012 года Евгений Доможиров высказывал недовольство по поводу работы фракции «Справедливой России», в том числе по поводу партийного участия в работе комиссии по противодействию коррупции при Законодательном Собрании.
В апреле 2012 года Евгений Доможиров вошёл в состав областной комиссии по противодействию коррупции.
22 мая 2012 года Доможиров выступил с критикой бывшего губернатора Вячеслава Позгалёва на дебатах «Полит-грамоты». Сам Позгалёв позднее негативно отозвался о формате дебатов и их участниках.
23 мая 2012 года Евгений Доможиров во время сессии Законодательного Собрания предложил вернуть в областной бюджет выделенные в 2009-11 гг. средства на развитие ХК «Северсталь». Одновременно стало известно, что область прекращает бюджетное финансирование клуба.

#### Уголовное дело
1 марта 2012 года Доможирову было предъявлено обвинение по делу о нападении на полицейских 31 октября 2011 года во время митинга в Вологде. За неделю до этого сообщалось, что его уголовное дело застопорилось на уровне следствия по непонятным причинам.
В конце марта, по словам Доможирова, он прошёл проверку на полиграфе, которая показала его невиновность.
17 мая в кабинете Евгения Доможирова в областном парламенте был проведён обыск, по итогам которого следователи изъяли два рабочих ноутбука. Предполагается, что в итоге уголовного дела Доможиров может быть лишён депутатского мандата. 13 июня 2012 года началось судебное разбирательство.
17 сентября Доможиров был признан виновным и приговорён к штрафу в 120 тысяч рублей. 28 ноября 2012 года Законодательное Собрание Вологодской области прекратило полномочия депутата Евгения Доможирова.

### Участие во всероссийских протестных акциях
6 мая 2012 года Евгений Доможиров прославился на всю страну тем, что его поездке на Марш миллионов препятствовала полиция, остановив автобусы, на которых ехали вологжане. В итоге он ехал в Москву на поезде, опоздал к началу, избежав массовых задержаний. Затем он открыл митинг, выступив со сцены. После его выступления была отключена аппаратура. В результате он оказался единственным, кто выступил на Марше миллионов с применением звукоусиливающей техники.
12 июня 2012 года машина Доможирова была обстреляна неизвестными, когда он ехал из Вологды на Марш миллионов в Москву, а также облили автомобиль, Доможирова и сопровождавшую его активистку Ларису Трубицину. При этом Трубицина получила лёгкое ранение.

### Выборы Главы города Вологды 2013 года
19 июня Доможиров заявил в своём блоге об участии в выборах Главы Вологды и в Законодательное Собрание.
27 июля Доможирову было отказано в регистрации на выборах в Законодательное Собрание из-за двухдневной просрочки при подаче подписей в избирком. При этом, подписи на выборы Главы города у него были приняты в тот же день.
5 августа ему было отказано в регистрации на выборах Главы города из-за того, что более ста подписей были признаны недействительными. После этого Доможиров заявил в своём блоге о трёх возможных вариантах развития событий: подать в суд на избирком, поддержать на выборах Александра Лукичева или присоединиться к избирательной кампании Алексея Навального в Москве.